# Eneeldak
Eneeldak är en ö i Marshallöarna.   Den ligger i kommunen Jaluit, i den södra delen av Marshallöarna, 250 km sydväst om huvudstaden Majuro. Arean är 0,16 kvadratkilometer.
Terrängen på Eneeldak är mycket platt. Öns högsta punkt är 9 meter över havet. Den sträcker sig 0,6 kilometer i nord-sydlig riktning, och 0,6 kilometer i öst-västlig riktning.